# Andreas Buntzen (läkare)
Andreas Buntzen, född 4 mars 1811 i Köpenhamn, död där 26 juli 1880, var en dansk kirurg. Han var dotterson till Édouard du Puy och kusin till Carl Bernhard.
Buntzen tog läkarexamen 1838, och efter att ha studerat i utlandet vann han 1844 i en tävlan om ett lektorat i kirurgi. Under slesvig-holsteinska kriget var han 1849 överläkare på ett lasarett i Odense och 1853 blev han ordinarie professor i kirurgi vid Köpenhamns universitet. Åren 1854–66 var han överkirurg på Frederiks Hospital och lärare i klinisk kirurgi. I en följd av år var han huvudredaktör för "Hospitalstidende", som han stiftade tillsammans med Morten Mortensen Hassing. Han skrev dock inte särskilt mycket i sin tidning; mest känt är hans inlägg, Terapi og patologisk Anatomi (1859), som var riktat mot Carl Emil Fengers försök att införa den nya naturvetenskaplig-skeptiska riktningen i terapin. Buntzens brist på kunskaper och grundlighet märks dock tydligt i hans framställning av kirurgins historia i Danmark under 1700-talet ("Universitetsprogram", 1869).